# Organización Revolucionaria Interna de Macedonia - Partido Popular

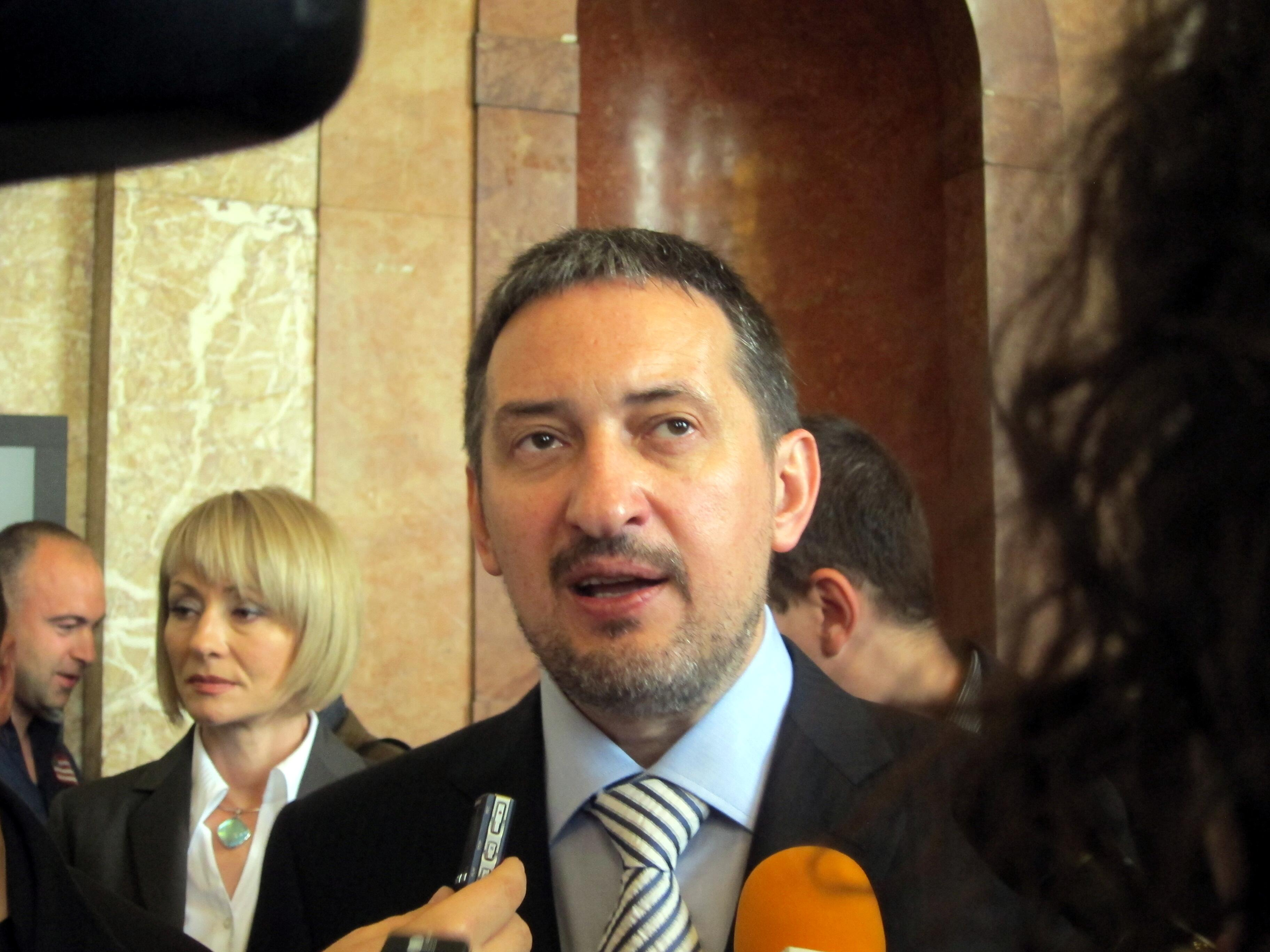
Ljubco Georgievski, fundador del partido

La Organización Revolucionaria Interna de Macedonia - Partido Popular (en macedonio: Внатрешна македонска револуционерна организација – Народна Партија, VMRO-NP) es un partido político conservador en Macedonia del Norte, formado por los seguidores del ex Primer Ministro Ljubčo Georgievski quien se separó del VMRO-DPMNE. El VMRO-NP se fundó en Skopje el 4 de julio de 2004. Vesna Janevska fue elegida como la primera presidenta del partido.
El VMRO-NP se fundó como una alternativa al VMRO-DPMNE, como parte de un desacuerdo con muchas de las políticas del sucesor de Ljubčo Georgievski, Nikola Gruevski. El estatuto de VMRO-NP permitió la doble membresía en ambos partidos. Su programa de partido se parece mucho al del VMRO-DPMNE.
En las elecciones parlamentarias de 2011, VMRO-NP recibió 28.500 votos (2,51%), pero debido al sistema electoral no ganó un solo escaño. Sin embargo, en 2012, Ljubčo Georgievski fue reelegido presidente de VMRO-NP. En las elecciones parlamentarias de 2014 obtuvo solo el 1,5% de los votos (16.722 votos), sin poder ganar un solo escaño.
En las elecciones parlamentarias de 2016, el partido participó en la coalición VMRO para Macedonia, junto a Dignidad y Unidos por Macedonia. La coalición obtuvo 24.524 votos, o el 2% del total. La coalición no ganó un escaño parlamentario.
El partido siguió siendo un partido extraparlamentario hasta las elecciones parlamentarias de 2020, cuando participó en la alianza Podemos liderada por la Unión Socialdemócrata de Macedonia y obtuvo un escaño.